# Pierre Brethous-Peyron
Pierre Brethous-Peyron est un homme politique français né le 17 mai 1774 à Saint-Sever (Landes) et décédé le 15 janvier 1842 à Saint-Sever.

## Présentation
Juge d'instruction à Saint-Sever, conseiller d'arrondissement, il est député des Landes de 1832 à 1834, siégeant dans la majorité soutenant les ministères de la Monarchie de Juillet.

### Sources
- « Pierre Brethous-Peyron », dans Adolphe Robert et Gaston Cougny, Dictionnaire des parlementaires français, Edgar Bourloton, 1889-1891 [détail de l’édition]